# Siq el-Barid

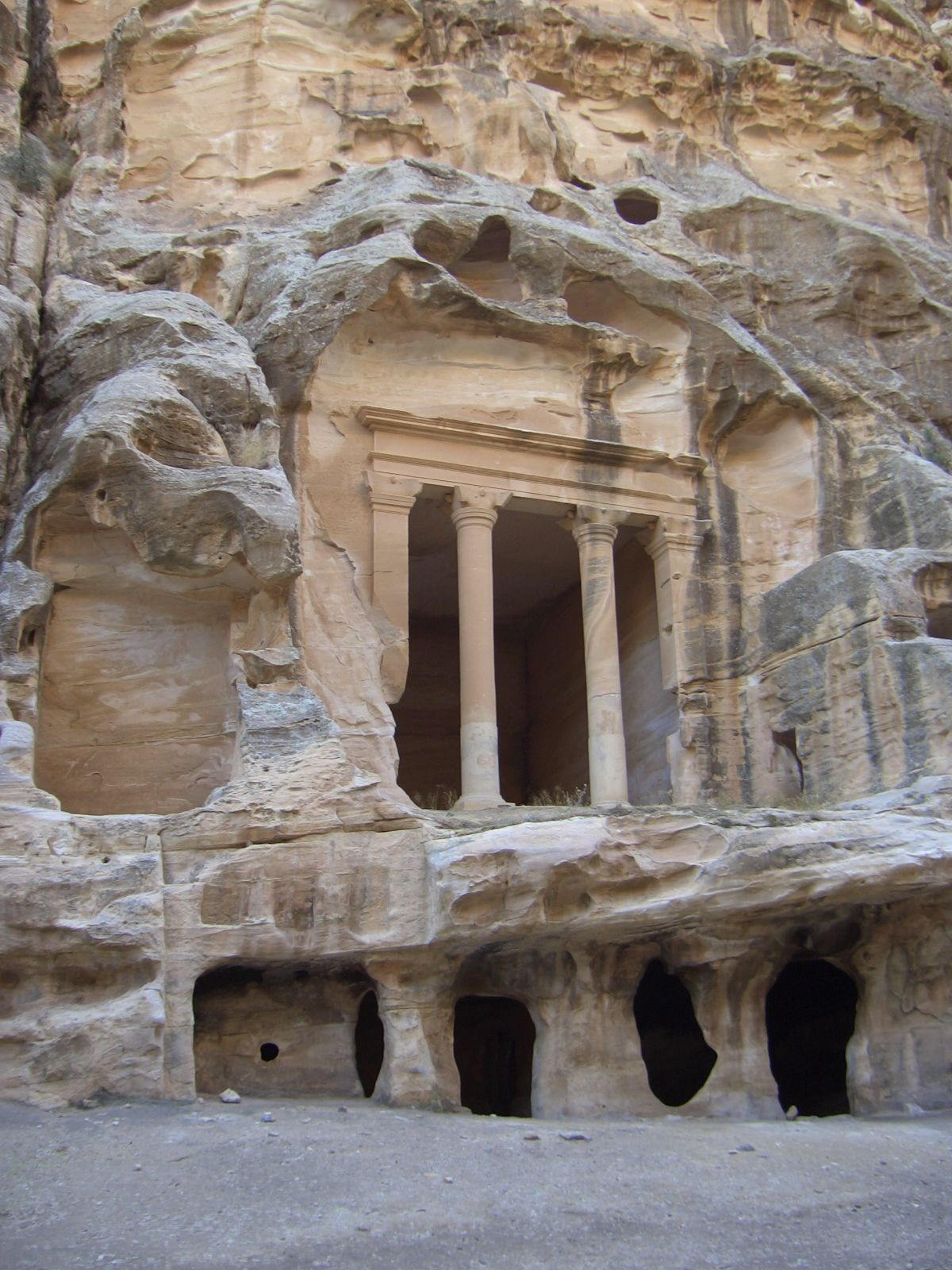
Tempel im Siq el-Barid

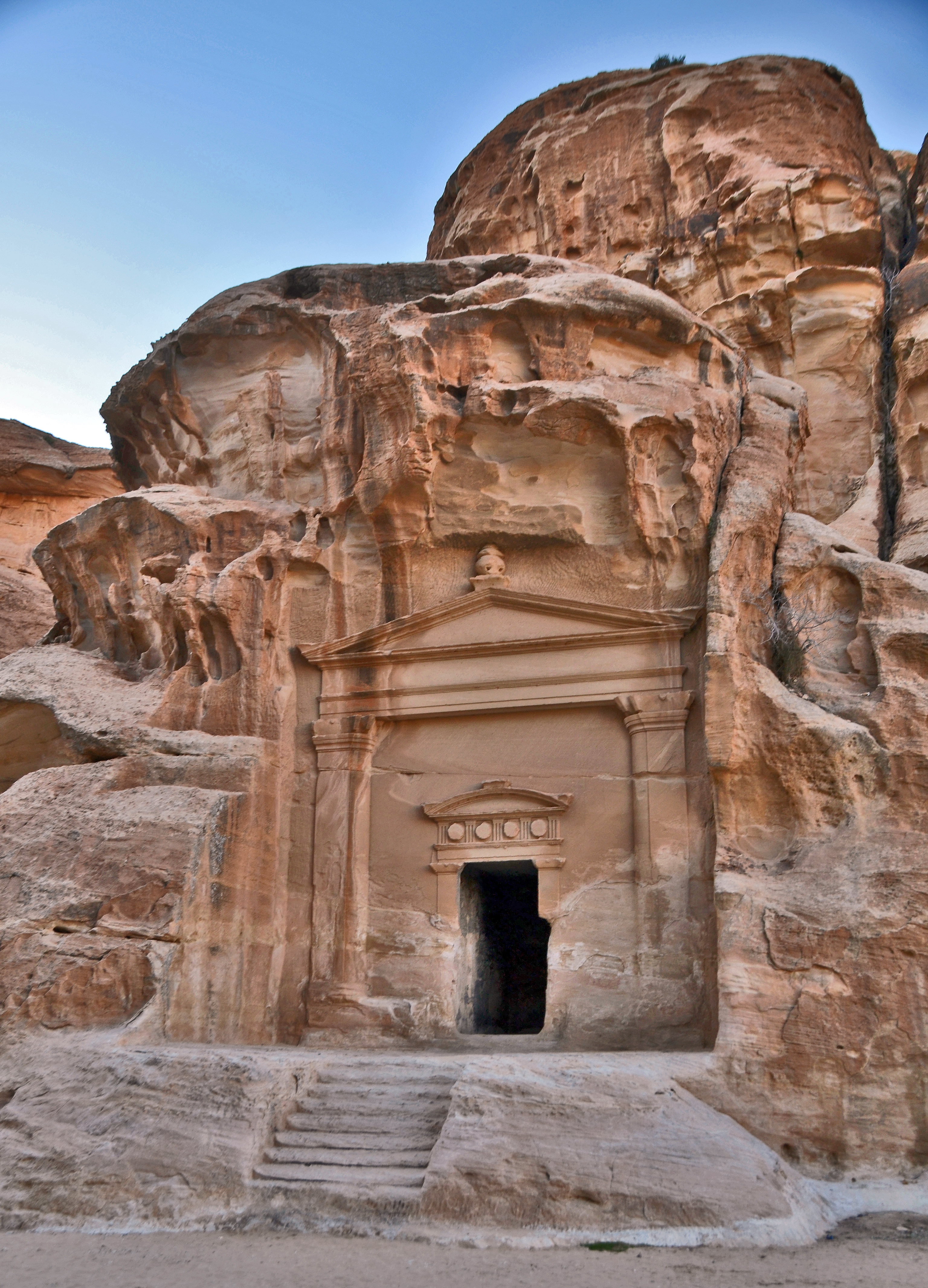
Felsengrab in Siq el-Barid (Little Petra)

Der Siq el-Barid (arabisch السيق البارد, DMG as-Sīq al-Bārid ‚der kalte Schacht‘), auch Little Petra genannt, liegt wenige Kilometer nördlich der Nabatäerstadt Petra. Der ehemalige Karawanenrastplatz kann als Vorort von Petra betrachtet werden.

## Bedeutung
Obwohl el-Barid deutlich kleiner ist als Petra und über weniger prächtige Fassaden verfügt, war die ursprüngliche Bedeutung groß: Klein-Petra war ein bedeutender Karawanenrastplatz auf der Handelsroute zwischen Mittelmeer und Rotem Meer – und auch der größte Warenumschlagsplatz von Petra. Die schmale Schlucht am Eingang war durch eine Tür zu verschließen und bot große Sicherheit durch ihre Unzugänglichkeit.

## Bauwerke und Besonderheiten
Die eigentlichen Unterkünfte liegen im engen Tal des Siq el-Barid. In der ganzen Schlucht finden sich zahlreiche Höhlen, Nischen, Fassaden, Kanäle und Zisternen. Zahlreiche Treppen führen nach oben – vermutlich zu hochgelegenen Opferplätzen, wo Kulthandlungen ausgeführt wurden.
Bei den Höhlungen handelt es sich vor allem um Wohnräume und (Kult-)Speiseräume (Triklinien) – Grabstätten gibt es wenige. Eine Fassade mit zwei schlanken Säulen, hinter der sich ein großer Hohlraum befindet, wird als Tempel gedeutet. In einem Biklinium im Siq el-Barid gibt es ein Deckenfresko mit Trauben, Blumen, Vögeln, Weinreben und Putten – eine der wenigen erhaltenen Wandmalereien der Nabatäer. Es wird in die 2. Hälfte des 1. Jahrhunderts n. Chr. datiert.

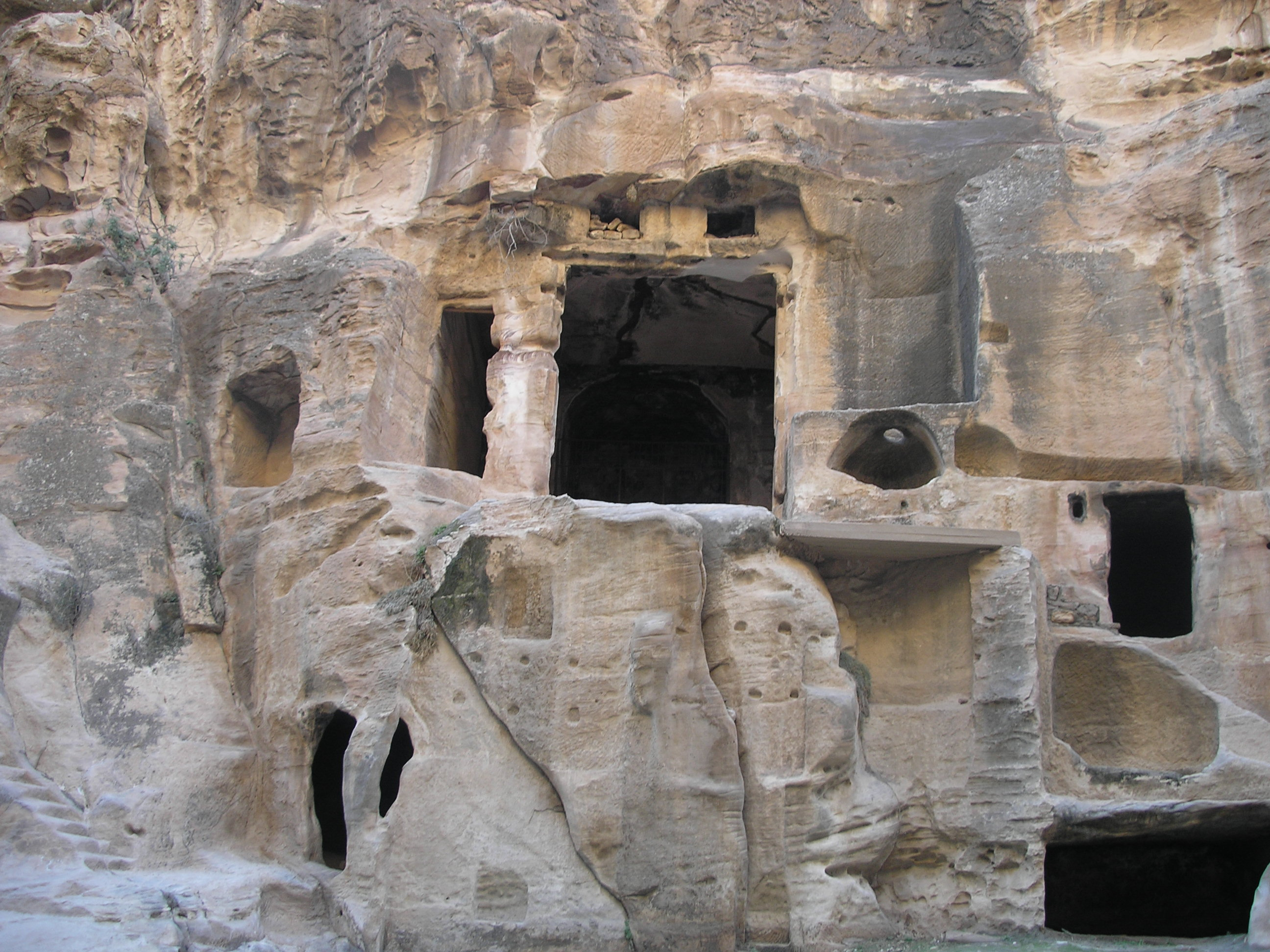
Biklinium mit Fresko
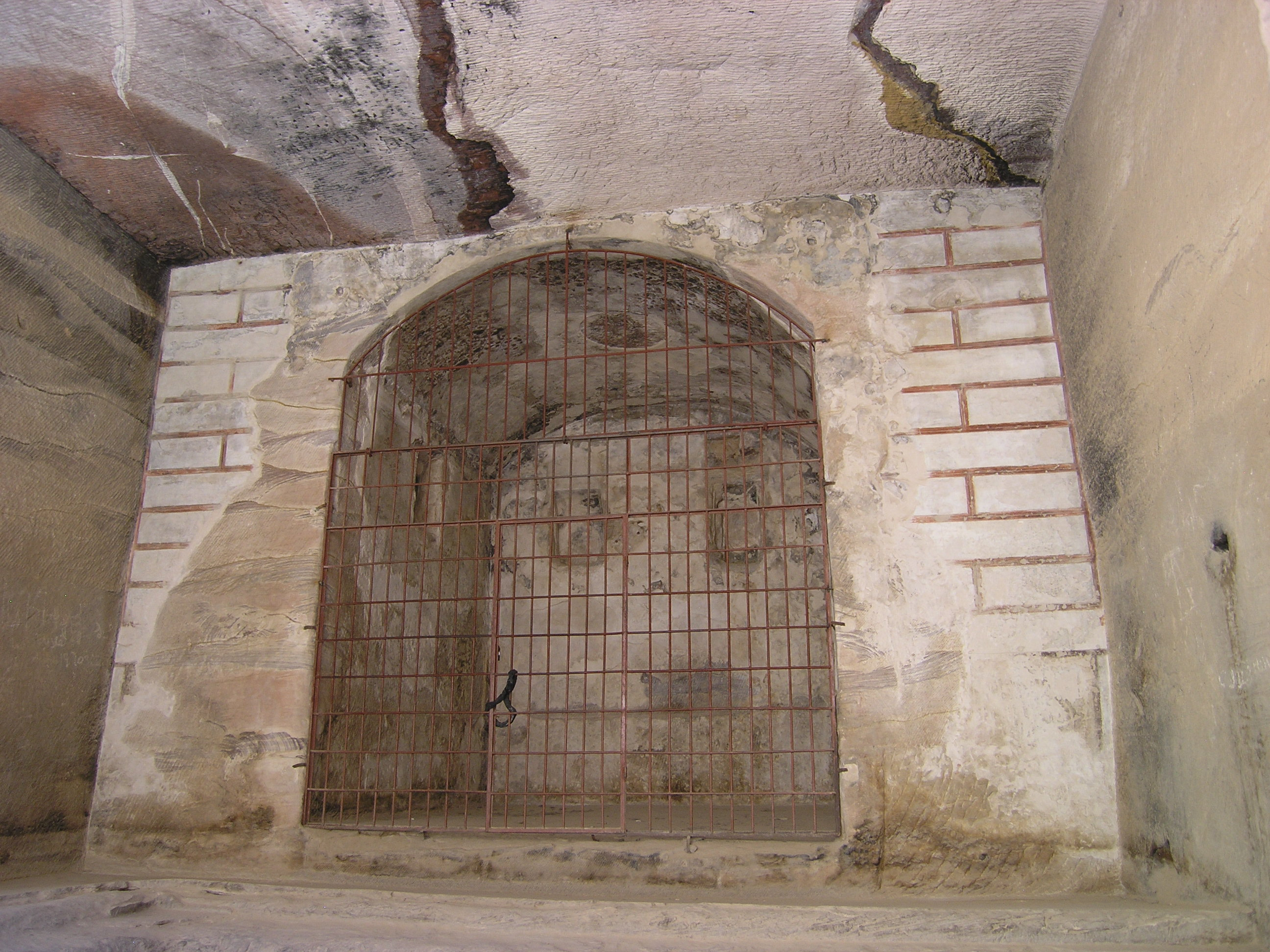
Nische mit Deckenfresko
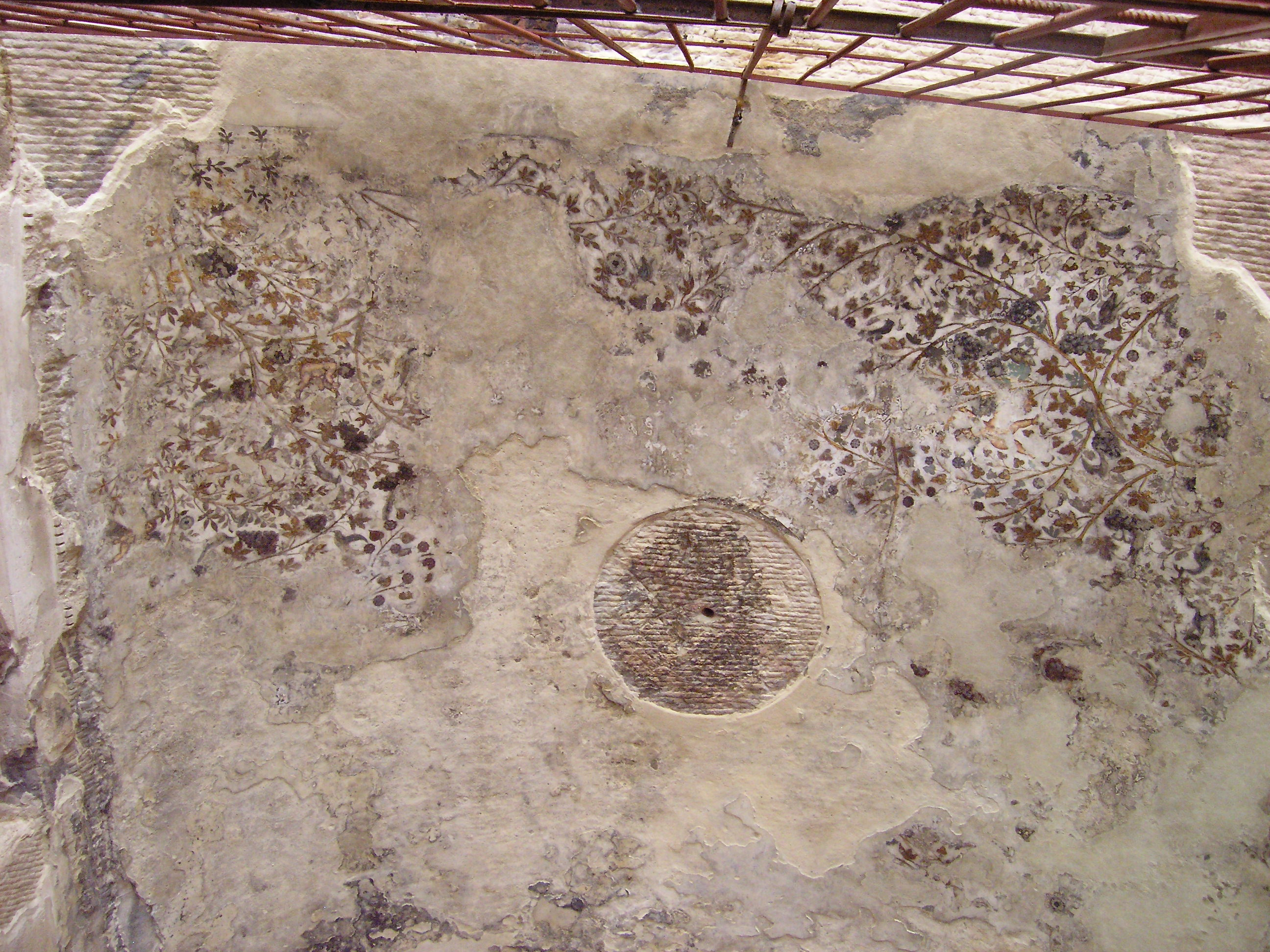
Bemalte Decke